# Triflubazam
Il triflubazam è uno psicofarmaco appartenente alla categoria delle benzodiazepine ed è una 1,5-benzodiazepina, correlata al clobazam. Ha effetti sedativi e ansiolitici, con un lungo emivita e durata d'azione.